# Bindenzaunkönig
Der Bindenzaunkönig (Campylorhynchus fasciatus) ist eine Vogelart aus der Familie der Zaunkönige (Troglodytidae), die in Ecuador und Peru verbreitet ist. Der Bestand wird von der IUCN als nicht gefährdet (Least Concern) eingeschätzt.

## Merkmale
Der Bindenzaunkönig erreicht eine Körperlänge von etwa 19,0 cm bei einem Gewicht von ca. 24,9 g. Er hat einen gräulich weißen Überaugenstreif und schwarz gesprenkelten Oberkopf. Die Schultern, der Rücken, der Bürzel sind schwärzlich grau, die Schultern außerdem weiß gefleckt, der Bürzel weißlich gestreift. Die Handschwingen, die Armschwingen und die Oberflügeldecken sind kräftig schwärzlich und schmutzig weiß gestreift. Der schwärzlich braune Schwanz hat auffällige schmutzige weiße Binden. Das Kinn ist ebenfalls schmutzig weiß mit dunklen Stricheln, die Brust und der Bauch weißlich mit vielen schwärzlich grauen Flecken und die Flanken sind schwärzlich grau gestreift. Die Augen sind rotbraun bis blass weißlich-braun, der Oberschnabel dunkelgrau bis dunkelbraun, der Unterschnabel grauhornfarben und dunkelbraunen oder matt gelben Beinen. Beide Geschlechter ähneln sich im Aussehen. Jungtiere ähneln ausgewachsenen Tieren, haben weniger klar gezeichnete Markierungen auf der Unterseite und schiefergraue Augen.

## Verhalten und Ernährung
Die Ernährung des Bindenzaunkönigs besteht größtenteils von Wirbellosen, aber auch einigen vegetarischen Bestandteilen. Sein Futter sucht er in Gruppen in Büschen und Gestrüpp, aber auch auf den Dächern von Bauernhöfen. Gelegentlich begibt er sich auch auf den Boden.

## Lautäußerungen
Der Gesang des Bindenzaunkönigs besteht aus einer Serie harter Zirplaute, die von glucksenden Tönen unterbrochen werden. Er singt im Duett oder in der Gruppe. Der Alarmruf ist ein harter tschurr-Laut.

## Fortpflanzung
Die Brutsaison des Bindenzaunkönigs ist von Mai bis August, doch wurde im Südwesten Ecuadors von Februar bis März ein aktives Nest entdeckt. Meist agiert er als kooperativer Brüter, d. h. mehrere Tiere kümmern sich um den Nachwuchs. Selten erfolgt die Brutpflege nur durch ein Paar. Eine Gruppe besteht aus zehn Individuen mit einem dominierenden Nestpaar. Nachkommen tendieren dazu, im folgenden Jahr im Territorium zu verbleiben, um bei der Nestpflege zu helfen. Meist verlassen dann die Weibchen die Gruppe, während Männchen verbleiben und im Rang steigen, bis sie mit der Brut an der Reihe sind. Das kuppelförmige Nest hat einen Seiteneingang, ist aus Gras gebaut und mit Federn ausgekleidet. Es kann an sich an verschiedenen Standorten einschließlich in Zitrus- und Prosopis-Bäumen sowie auf Säulenkakteen befinden. Einmal wurde eines sogar auf einer Veranda vor einem Haus entdeckt. Auch verlassene Lehmofennester des Blassfußtöpfers (Furnarius leucopus) werden von ihm regelmäßig genutzt. Ein Gelege besteht vermutlich aus drei bis vier 24,1 mm mal 17,9 mm cremefarbenen Eiern mit dünnen braunen Flecken. Die Bebrütung dauert ca. 17 Tage. Der Zeitraum, bis die Nestlinge flügge werden, ist nicht bekannt. Die Vögel übernachten gemeinschaftlich im Nest.

## Verbreitung und Lebensraum
Der Bindenzaunkönig bevorzugt trockene und halbtrockene Gebiete mit dornigen Gestrüpp-Landschaften inklusive derer, die vom Menschen verändert wurden. Ebenso findet man ihn in Zitrusfruchtplantagen. In Ecuador scheint der Lebensraum etwas feuchter zu sein und beinhaltet auch Laubwälder. Er bewegt sich in Höhenlagen von Meeresspiegel bis 1500 Metern, seltener auch bis 2500 Metern. Während das Verbreitungsgebiet der Nominatform in den trockenen Küstengebieten Perus von der Piura südlich bis in den Nordwesten der Provinz Lima und östlich bis an den Río Marañón im Osten der Region Cajamarca, den Westen Region Amazonas und der Region Huánuco reicht, ist C. f. pallescens von der Provinz Guayas mit der Insel Puná südlich bis in die Region Tumbes und den Norden der Region Piura verbreitet.

## Migration
Der Bindenzaunkönig ist ein Standvogel mit örtlichen Zugbewegungen der jungen Weibchen.

## Unterarten
Es werden zwei Unterarten anerkannt:
- Campylorhynchus fasciatus pallescens Lafresnaye, 1846[3] kommt im Südwesten Ecuadors und dem Nordwesten Perus vor. Die Unterart ist blasser, weniger klar auf der Unterseite gezeichnet und hat einen kürzeren Schwanz als die Nominatform.[1]
- Campylorhynchus fasciatus fasciatus (Swainson, 1838)[4] ist im westlichen Peru verbreitet.

## Etymologie und Forschungsgeschichte
Die Erstbeschreibung des Bindenzaunkönigs erfolgte 1839 durch William Swainson unter dem wissenschaftlichen Namen Furnarius fasciatus. Das Typusexemplar befand sich im Museum von William Jackson Hooker und stammte aus Peru. 1824 führte Johann Baptist von Spix die für die Wissenschaft neue Gattung Campylorhynchus ein. Dieser Name leitet sich von »campylos, camptō καμπυλος, καμπτω« für »gebogen, biegen« und »rhynkhos ῥυγχος« für »Schnabel« ab. Der Artname »fasciatus« bedeutet »gebändert« leitet sich vom lateinischen »fascia« für »Band, Binde« ab. »Pallescens« bedeutet »blassfarben, gelblich« von »pallescere, pallere« für »erbleichen, blass sein«.